# Princeton (Minnesota)
Princeton is een plaats (city) in de Amerikaanse staat Minnesota, en valt bestuurlijk gezien onder Mille Lacs County en Sherburne County.

## Demografie
Bij de volkstelling in 2000 werd het aantal inwoners vastgesteld op 3933.
In 2006 is het aantal inwoners door het United States Census Bureau geschat op 4752, een stijging van 819 (20,8%).

## Geografie
Volgens het United States Census Bureau beslaat de plaats een oppervlakte van
11,5 km², geheel bestaande uit land. Princeton ligt op ongeveer 305 m boven zeeniveau.

## Plaatsen in de nabije omgeving
De onderstaande figuur toont nabijgelegen plaatsen in een straal van 24 km rond Princeton.